# Epitecjum

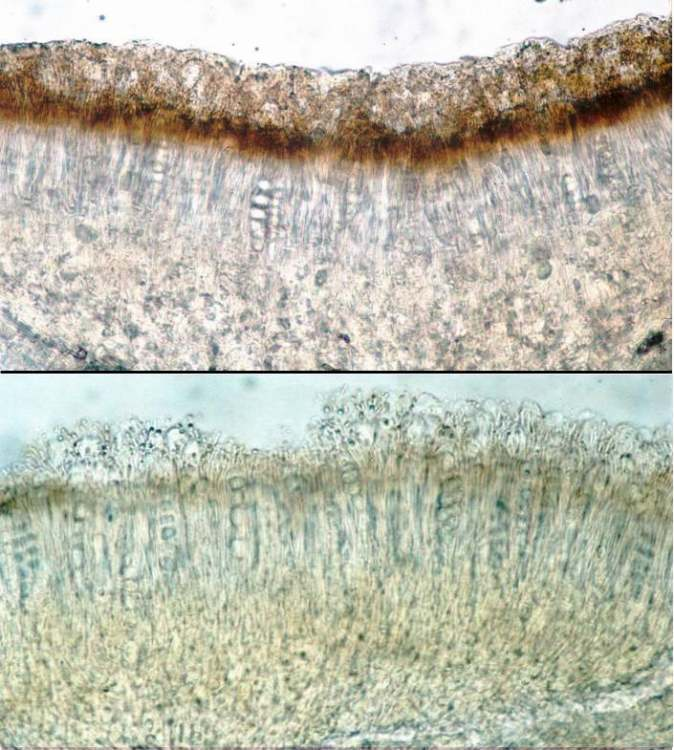
Przekrój przez owocnik Lecanora plicaris. Widoczne hymenium z workami i epitecjum (u góry przed reakcją, na dole po reakcji z KOH)

Epitecjum lub epihymenium – występująca w owocnikach niektórych grzybów warstewka pokrywająca od góry hymenium. Tworzona jest przez niektóre elementy hamatecjum, np. przez wstawki. W owocnikach niektórych gatunków elementy te są dłuższe od worków, wyrastając ponad nie rozszerzają się, plątają lub łączą się z sobą tworząc epitecjum.
Epitecjum może być drobnoziarniste, gładkie, czasami o nierównej powierzchni. Ma barwę od jasnej do ciemnej, nawet czarnej.